# Geodia macandrewii
Espèce
Synonymes
Cydonium normani
Geodia normani
Synops macandrewii 
Geodia macandrewii est une espèce d'éponges de la famille des Geodiidae présente dans l'Océan Atlantique nord.

## Taxonomie
L'espèce est décrite par James Scott Bowerbank en 1858.
Synonymes
- Cydonium normani Sollas, 1888
- Geodia normani Sollas, 1888
- Synops macandrewii  (Boweerbank, 1858)

## Distribution
La localité type de l'espèce est collectée par Robert Mc Andrew à 183 m de profondeur au large des îles Vikna (Norvège). L'espèce est présente à proximité des côtes dans tout l'Océan Atlantique nord.